# Gulabi Gang
 (juillet 2017).

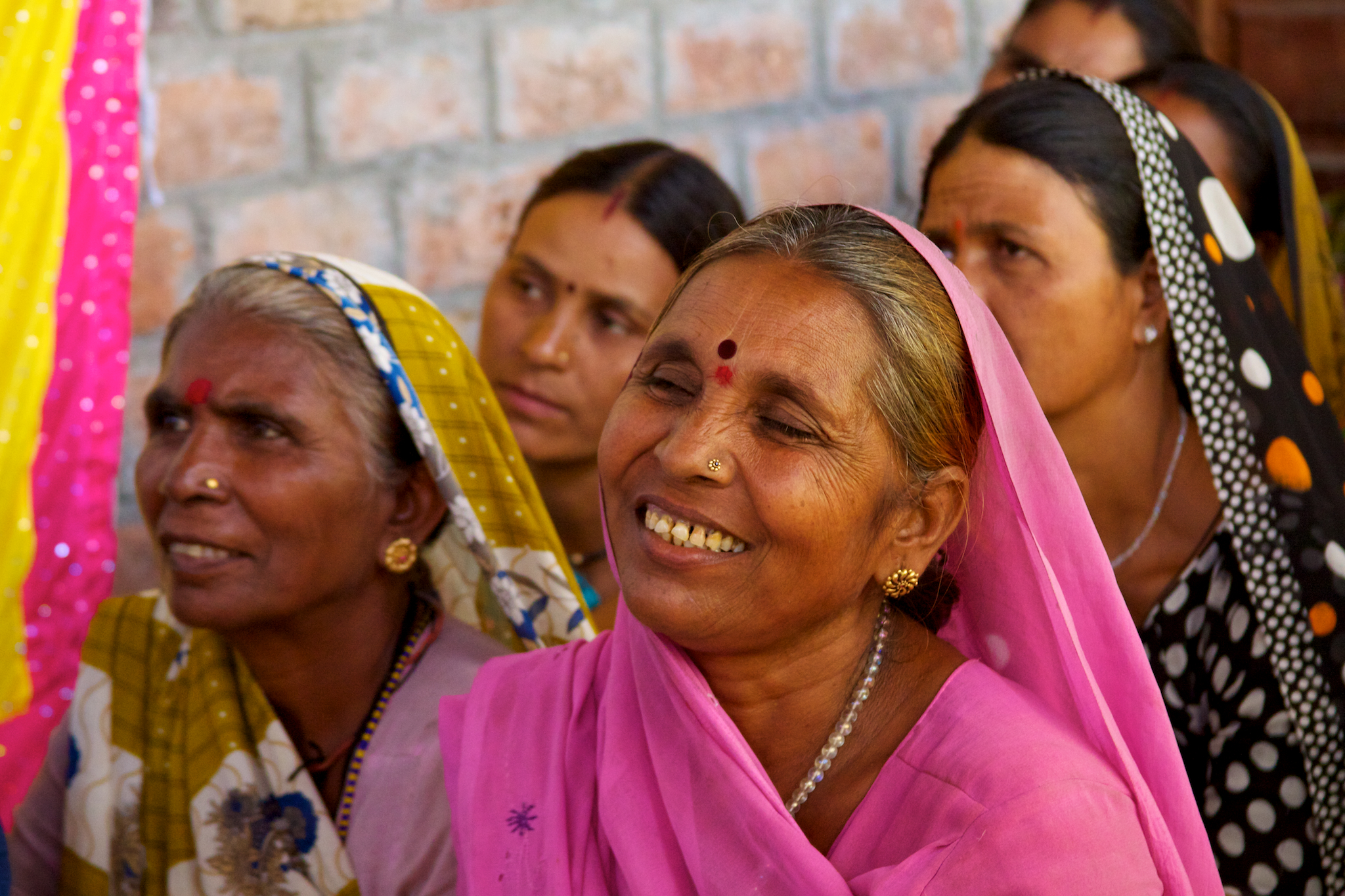
Une membre du Gulabi Gang, lors d'une réunion

Le Gulabi Gang (de l'Hindi गुलाबी gulabī, « rose ») est un groupe formé de femmes indiennes militantes.
Le groupe est né à Bundelkund dans l'Uttar Pradesh, comme mouvement d'indignation contre la violence domestique et les violences à l'égard des femmes. Le groupe a été fondé par Data Satbodh Sain et a eu comme leader Sampat Pal Devi. Plusieurs femmes ont rejoint le groupe depuis 2010. Le groupe est constitué de femmes entre dix-huit et soixante ans. Il a été particulièrement actif au nord de l'Inde, autant dans les communes locales que dans les milieux politiques.
Le Gulabi Gang est né dans la ville agricole de Badausa dans le cœur de Banda, une des régions les plus pauvres de l'Uttar Pradesh. La ville compte une importante population de Dalit (caste des intouchables) victime de discrimination par les membres des castes supérieures. Les femmes Dalit ont le statut social le plus bas dans le système des castes et du genre. Elles constituent la majorité des membres du Gulabi Gang.

## Historique

### Origine
Le Gang a été formé en 2002 par Sampat Pal Devi après un incident qui l'a inspirée, de retour à la maison un soir, elle a entendu qu'une amie avait été battue par un mari alcoolique, et que la police avait ignoré l'incident. Elle est allée à la rescousse de son amie, mais a été renvoyée par le mari. Après avoir rassemblé quelques voisins, elle est retournée à la maison de son amie, et a battu le mari violent à la vue de la communauté. Cet événement a inspiré à Devi la création d'un groupe de femmes militantes.

### Faits marquants
En juin 2007, la leader Sampat Pal Devi a entendu que les magasins du gouvernement à prix bas limitaient la quantité de grains distribués aux villageois. Elle a dirigé le gang pour espionner la boutique d'infiltration elles ont recueilli des éléments de preuve et ont découvert que des camions de livraison emportaient les grains aux magasins privés pour les vendre à prix élevé. Sampat Pal Devi et le gang ont rapporté la preuve aux autorités locales et ont exigé que le grain soit retourné aux magasins à prix bas du gouvernement mais leurs plaintes ont été ignorées. 
En 2007, une femme de la caste des dalits a été violée par un homme d'une caste plus élevée mais l'incident n'a pas été déclaré. Les villageois et les membres de la caste inférieure ont protesté en vain, et beaucoup d'entre eux ont été mis en prison pour cela. Le Gulabi Gang a tenté de libérer les villageois qui ont été mis en prison pour avoir manifesté.
Al Jazeera a rapporté que le groupe est estimé à 400 000 membres en 2014, le Hindustan Times rapporte un chiffre de 270 000.
Le Gulabi Gang a gagné le prix féminin du Kelvinator 11 GR8! un prix offert par l'académie de la télévision indienne. Ils ont également gagné la médaille de Bravoure de Godfrey Phillips pour la bravoure sociale, offert dans l'Uttar Pradesh, Uttarkhand, et new Delhi.
Le 2 mars 2014, Sampat Pal Devi a été démise de ses fonctions à la tête du Gulabi Gang à la suite d'allégations d'irrégularités financières et a été accusée de mettre ses intérêts personnels avant ceux du groupe.

## Approche
Le Gulabi gang n'est pas à proprement parler un gang, mais plutôt un regroupement de femmes qui travaille en faveur de la justice pour les opprimés et les femmes victimes de violence. Les femmes portent des uniformes saris roses symbolisant la force, et portent des bâtons de bambou qu'elles utilisent comme des armes si nécessaire. La plupart des femmes sont d'un milieu très pauvre et sont de la caste la plus basse, les Dalits.
Les partenariats du Gulabi Gang avec des tiers incluent un partenariat avec Vitalect, une entreprise qui travaille dans la technologie et les services de qui supporte des organisations à but non lucratif afin de les aider dans leurs besoins technologiques, et Solution Sociale de l'Inde (SSI), une société à but non lucratif qui aide les ONG à se stabiliser.
Le service à la communauté comprend la distribution de la nourriture et des céréales aux villageois dans les zones rurales, des pensions pour les veuves qui n'ont pas les moyens de subvenir à leurs besoins, dans leur vieillesse, ainsi que la prévention des abus à l'encontre des femmes et des enfants dont : la dot, les violences physiques, la dot de la mort, le viol, les mariages d'enfants, la violence conjugale, la désertion, la privation de l'éducation, la pédophilie, le harcèlement sexuel...